# Echinopsis chamaecereus
Echinopsis chamaecereus là một loài thực vật có hoa trong họ Cactaceae. Loài này được H.Friedrich & Glaetzle mô tả khoa học đầu tiên năm 1983.

## Hình ảnh

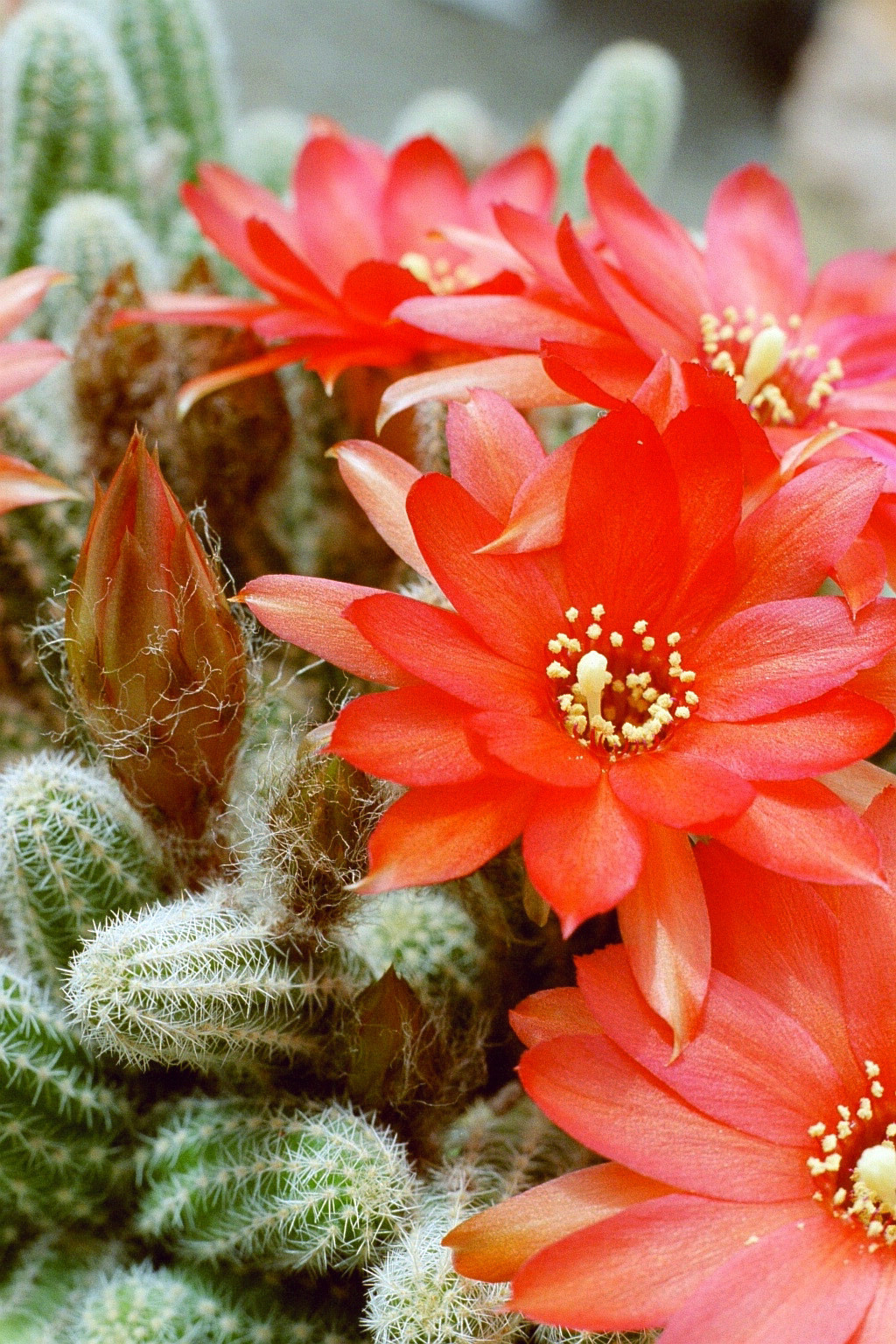
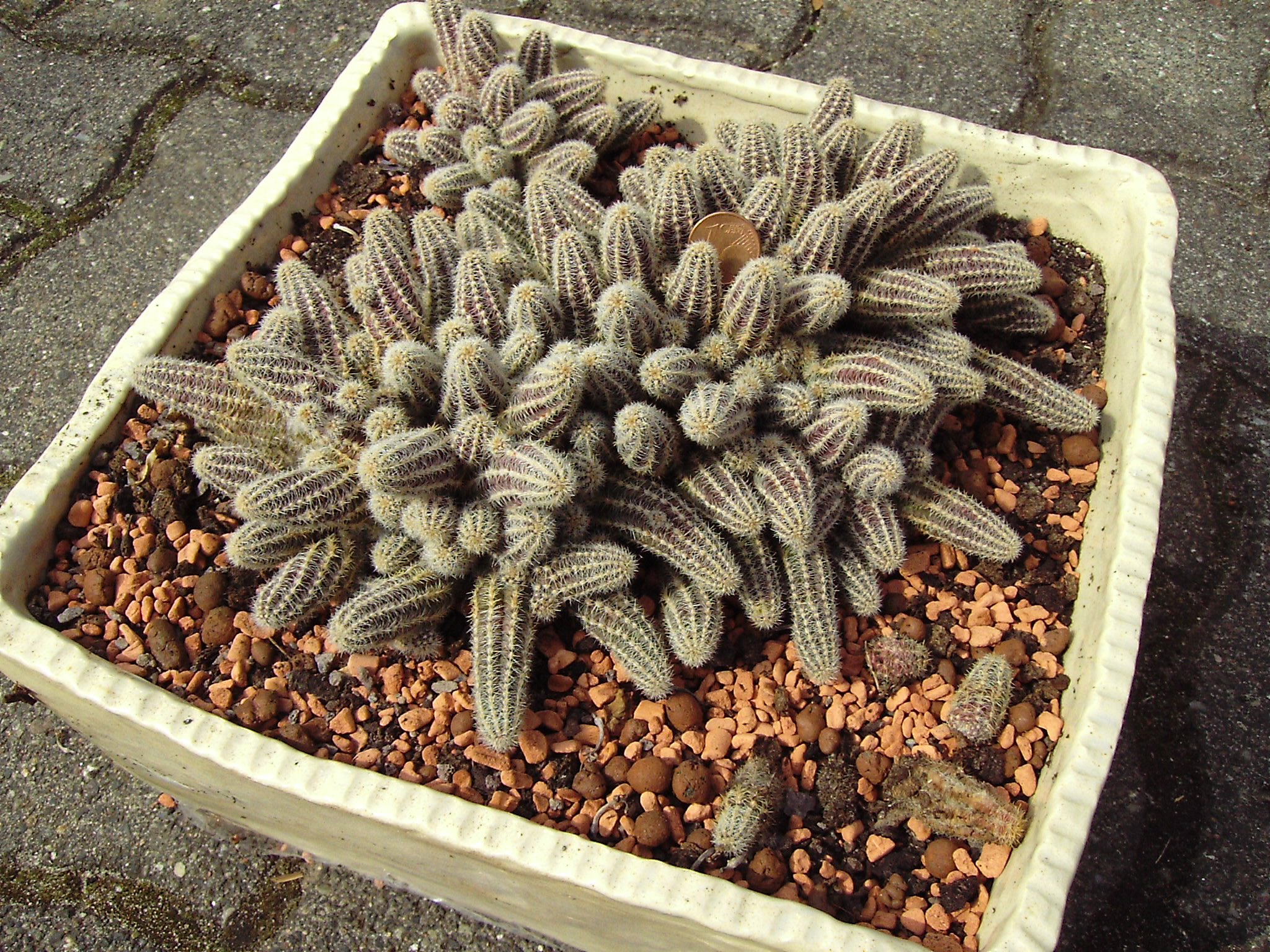